# Parapet Peak (Coast Mountains)
Der Parapet Peak ist ein 2463 m hoher Berg mit einer Schartenhöhe von 66 m in der kanadischen Provinz British Columbia.

## Geographie
Der Parapet Peak liegt im Garibaldi Provincial Park und ist Teil der Garibaldi Ranges in den Coast Mountains. Er liegt 68 km nördlich von Vancouver und 0,77 km nördlich des Isosceles Peak, seines nächsthöheren Nachbarn. Die Abflüsse der Niederschläge und das Schmelzwasser der Gletscher von der Südseite des Berges fließen in die Quellen des Pitt River, während das Wasser an der Nordseite über den Isosceles Creek dem Cheakamus Lake zufließen. Das Relief ist so gestaltet, dass der Gipfel 1260 m über den Pitt River in 3 km Entfernung aufragt.
| Mount Carr | Gray Glacier   | Isosceles Creek   |
| The Sphinx |                | Isosceles Glacier |
| Pitt River | Isosceles Peak | Hour Peak         |

## Geschichte
Die Erstbesteigung des Parapet Peak wurde im August 1922 durch Don Munday, seine Frau Phyllis Munday, Neal Carter, Harold O'Connor und Clausen Thompson ausgeführt.:95, 226 Das Toponym des Berges (parapet, dt. „Brüstung“) wurde am 2. September 1930 vom Geographical Names Board of Canada offiziell anerkannt.

## Klima
In Bezug auf die Klimaklassifikation nach Köppen und Geiger herrscht am Parapet Peak ein Westseiten-Seeklima. Die meisten Wetterfronten stammen vom Pazifik und bewegen sich ostwärts auf die Coast Mountains zu, wo sie durch die Berge zum  Aufsteigen (Windstau) gezwungen werden, was wiederum dazu führt, dass die enthaltene Feuchtigkeit in Form von Regen oder Schnee abgegeben wird. Im Ergebnis führt das zu hohen Niederschlägen in den Coast Mountains, insbesondere zu starken Schneefällen im Winter. Die Temperaturen können unter −20 °C fallen, unter Berücksichtigung von Windchill-Einfluss unter −30 °C. Dieses Klima nährt den Isosceles Glacier am Osthang, den Gray Glacier am Nordhang und einen namenlosen Gletscher am Westhang des Berges.

## Galerie

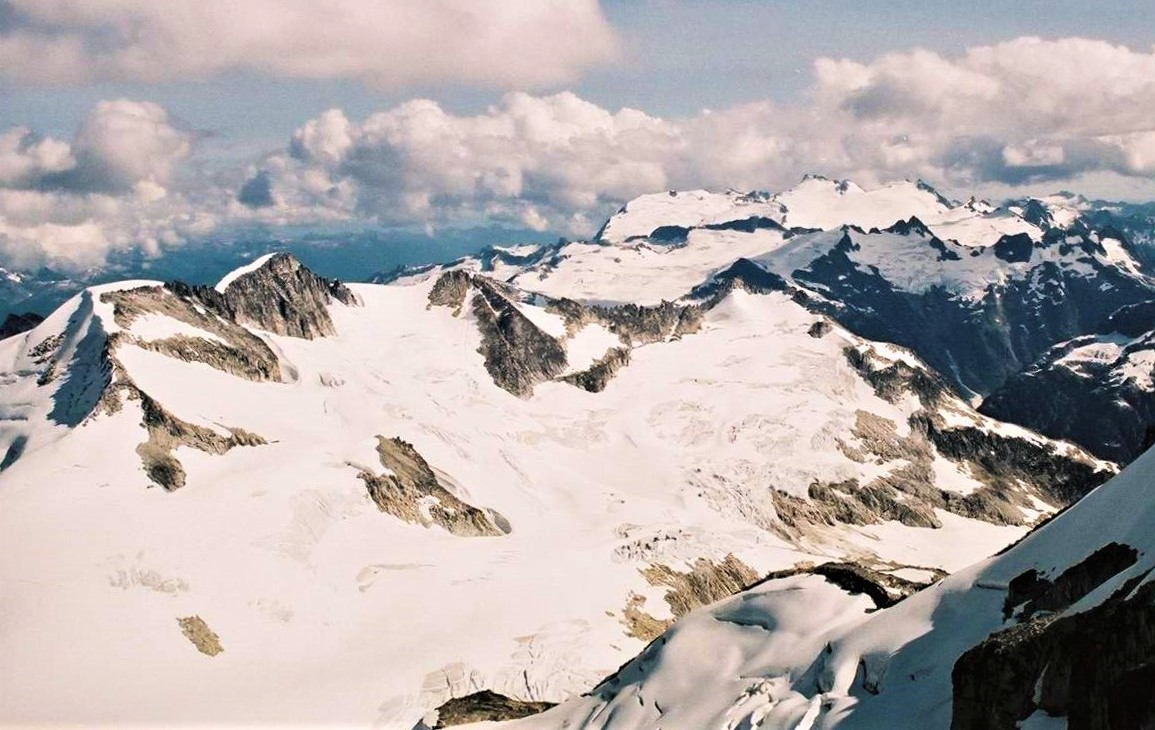
Parapet Peak und Isosceles Peak am linken Rand vom Mount Carr aus